# NGC 3470
NGC 3470 (również PGC 33040 lub UGC 6060) – galaktyka spiralna (Sab), znajdująca się w gwiazdozbiorze Wielkiej Niedźwiedzicy. Odkrył ją William Herschel 9 kwietnia 1793 roku. Jest to galaktyka z aktywnym jądrem typu LINER.